# Feliks Konarski (zm. 1609)
Feliks Konarski herbu Kolczyk vel Ossoria (zm. 27 sierpnia 1609), szlachcic z województwa pomorskiego, ławnik świecki.

## Życiorys
Był synem starosty białoborskiego i hamersztyńskiego Feliksa Konarskiego oraz jego żony Barbary z Żelisławskich, bratem m.in. Dawida – opata oliwskiego, Michała – wojewody pomorskiego i Stanisława – wojewody malborskiego. 
Wychowany w religii luterańskiej. 1599 został ławnikiem powiatu świeckiego. W marcu 1600 przeszedł na katolicyzm, podobnie jak uczynił to jego starszy brat Michał 9 miesięcy później.
Posiadał majątek Grupa koło Nowego. Poślubił Eufrozynę z Sokołowskich herbu Pomian, z którą miał syna Michała oraz córkę Annę, żonę Jerzego Konopackiego. Eufrozyna zmarła 6 grudnia 1605, prawdopodobnie w wyniku komplikacji przy porodzie kolejnego syna, a jej mąż 27 sierpnia 1609. Oboje zostali pochowani w kościele klasztornym w Oliwie, któremu Eufrozyna za życia podarowała 300 florenów na jedwabne zasłony ścian wokół ołtarza głównego.

## Płyta nagrobna

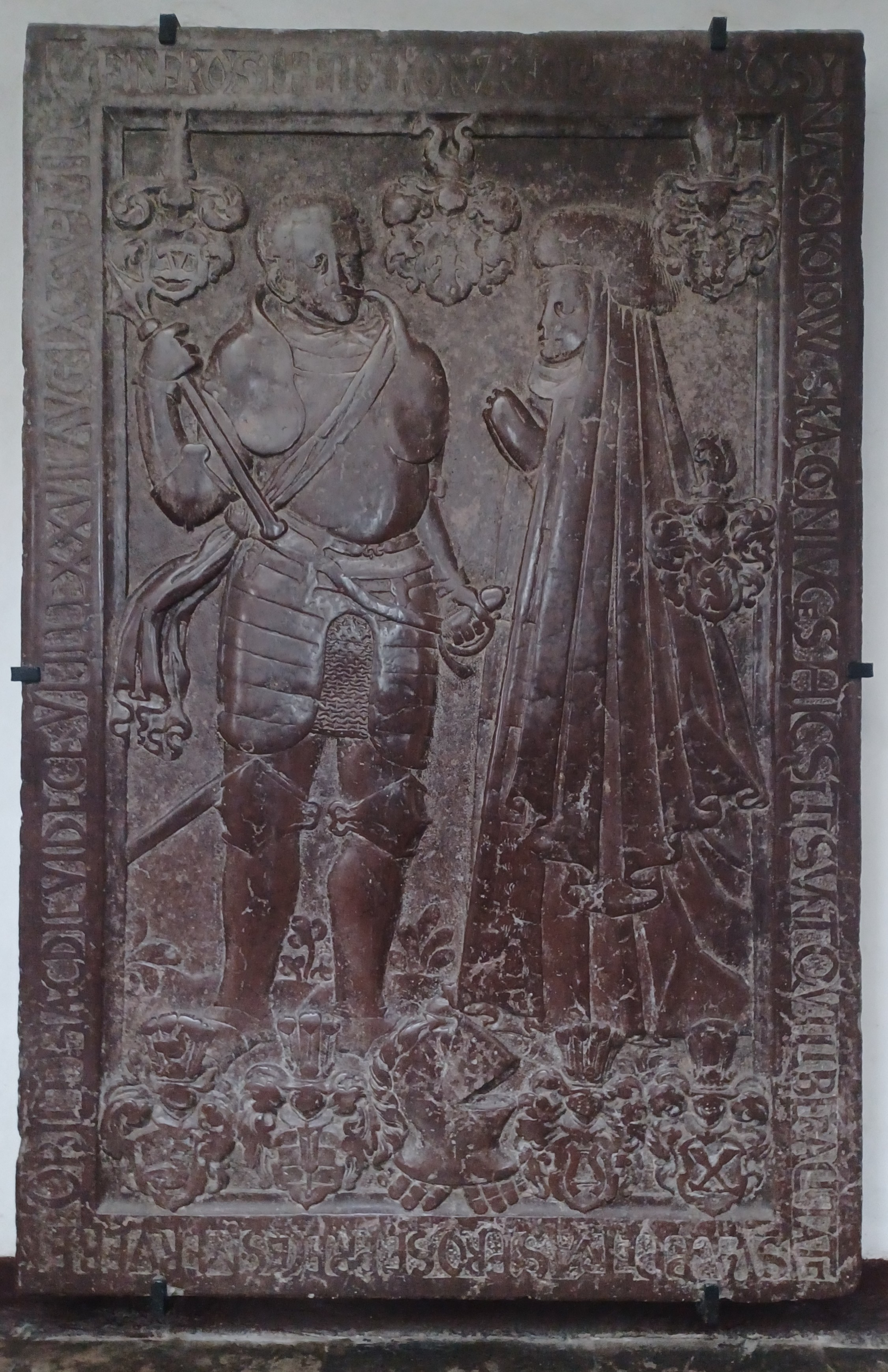
Płyta nagrobna Konarskich

Renesansowa płyta nagrobna Feliksa i Eufrozyny Konarskich, z płaskorzeźbionymi wizerunkami małżonków, herbami i inskrypcją, znajdowała się w północnej nawie kościoła przed ołtarzem św. Michała. W latach 1970/71 przeniesiono ją na ścianę nawy południowej. Inskrypcja na płycie głosi: GENEROSI FELIX KONARSKI ET EVPHROSYNA SOKOLOWSKA CONIVGES HIC SITI SVNT QVI LIBERALITATE SVA P(ER)PETVAS PRO SE PRECES MERVERE OBIIT HAEC DIE VI DECE(MGRIS) VI ILLE XXVII AUG(USTI) (ANNO) IX SUP(RA) MDC, w tłumaczeniu: „Tu zostali złożeni szlachetni małżonkowie Feliks Konarski i Eufrozyna Sokołowska, którzy ze względu na swoją hojność zasłużyli, by nieustannie się za nich modlono. Ona zmarła 6 grudnia 1606, a on 27 sierpnia 1609 roku..